# Thelypodiopsis shinnersii
Thelypodiopsis shinnersii är en korsblommig växtart som först beskrevs av Marshall Conring Johnston, och fick sitt nu gällande namn av Reed Clark Rollins. Thelypodiopsis shinnersii ingår i släktet Thelypodiopsis och familjen korsblommiga växter. Inga underarter finns listade i Catalogue of Life.